# Collège universitaire de formation des maîtres de langues étrangères de Wrocław
Le Collège universitaire de formation des maîtres de langues étrangères (NKJO) de Wrocław (Nauczycielskie Kolegium Języków Obcych we Wrocławiu, Foreign Language Teacher Training College, Wroclaw, Fremdsprachenkolleg für Lehrerausbildung Wrocław) est un établissement public d'enseignement supérieur professionnalisé créé en 1990 par le ministère de l'Éducation nationale et la direction régionale de l'Éducation (Kuratorium Oświaty we Wrocławiu) , aujourd'hui sous l'autorité du maréchalat (présidence) de la voïvodie de Basse-Silésie.
Par une délibération en date du 27 mars 2013 la diétine de Basse-Silésie a demandé au ministère chargé de l'enseignement supérieur d'intégrer le NKJO dans les structures de l'Université de Wrocław. Cette mesure est effective en septembre 2015.

## Tutelle et spécialités
Sous la tutelle scientifique et didactique de l'Université de Wrocław, le NKJO assure la formation initiale (jusqu'en licence) des enseignants de langues vivantes étrangères dans l'enseignement scolaire :
- anglais (tutelle universitaire : Anna Michońska-Stadnik, direction de la section : Jerzy Chyb)
- français (tutelle universitaire : Krystyna Gabryjelska, direction de la section : Beata Adach)
- allemand (tutelle universitaire : Eugeniusz Tomiczek, direction de la section : Artur Krupa)

Le NKJO participe également à la formation continue des enseignants de langues vivantes étrangères.

## Débouchés
Les diplômés, titulaires d'une licence, peuvent être recrutés directement dans l'enseignement scolaire ou poursuivre leurs études de master à l'université.
1 500 diplômes ont été délivrés en 20 ans.

## Personnels
Le NKJO emploie 67 enseignants qualifiés, dont plusieurs locuteurs natifs étrangers, de l'Université de Wrocław et d'autres universités.
La fondatrice et première directrice du NKJO (1990-2007) est Anna Karp, spécialiste de français détachée de l'Université de Wrocław. Lui ont succédé Magdalena Konopko, angliciste (désormais directrice-adjointe), puis depuis 2012 Tomasz Gładysz, professeur de français. Ewa Wieszczeczyńska, germaniste, est directrice-adjointe pour la didactique et Urszula Studzińska, adjointe à la directrice pour les affaires administratives et économiques.

## Partenariats internationaux
Depuis l'origine, l'établissement est partenaire de tous les grands projets d'enseignement et de recherche de l'Union européenne, entre autres Socrates (Lingua) et TEMPUS / PHARE, ayant établi des contacts avec les universités et des collectivités de France (département de la Vienne, Académie de Poitiers, IUFM de Poitiers , Université Blaise-Pascal, IUFM d'Alsace , etc.) de Grande-Bretagne (programmes PRINCE et SPRITE du British Council et d'Allemagne (ministère de l'Éducation de Basse-Saxe).
Le NKJO de Wrocław a été le premier établissement à proposer systématiquement dans les années 1990 le DALF à ses étudiants de français.
Une nouvelle coopération a été lancée en 2009 avec le Collège pédagogique Constantin Dmitrievitch Ouchinsky de Gatchina Педагогический колледж имени К. Д. Ушинского, dans le district de Leningrad à 45 km au sud de Saint-Pétersbourg.